# حسين آباد عليا (مقاطعة تشالوس)
حسين‌آباد عليا (بالفارسية: حسین‌آباد علیا) هي قرية تقع في قسم كلارستاق الشرقي الريفي (مقاطعة تشالوس) في إيران. يقدر عدد سكانها بـ 880 نسمة .